# Copa Sudamericana 2017
Navigation
Édition précédente Édition suivante
La Copa Sudamericana 2017, officiellement Copa Conmebol Sudamericana 2017, est la 16e édition de la Copa Sudamericana, équivalent sud-américain de la Ligue Europa. Le vainqueur se qualifie pour la Copa Libertadores 2018, la Recopa Sudamericana 2018 et pour la Coupe Suruga Bank 2018. 54 clubs sont engagés dans cette édition : quatre clubs par fédération nationale, sauf pour les fédérations argentine et brésilienne, qui engagent respectivement six clubs, puis les deux meilleurs perdants du troisième tour préliminaire de la Copa Libertadores, et les huit troisièmes de la Copa Libertadores sont repêchés en Copa Sudamericana.
En battant les Brésiliens de Flamengo sur un score global de 3-2, le club argentin d'Independiente s'octroie son deuxième sacre dans cette compétition et rejoint ainsi Boca Juniors au palmarès des clubs les plus titrés dans cette épreuve.

## Règles
Le format de la compétition est toujours le même et consiste en une série de matchs aller-retour à élimination directe. Les clubs sont départagés ainsi :
- Nombre de buts marqués sur l'ensemble des deux rencontres,
- Nombre de buts marqués à l'extérieur.

En cas d'égalité à la fin du second match, une séance de tirs au but est organisée. Il n'y a pas de prolongations.

## Clubs participants
| Deuxième tour | Deuxième tour | Deuxième tour | Deuxième tour | Deuxième tour | Deuxième tour | Deuxième tour | Deuxième tour | Deuxième tour | Deuxième tour | Deuxième tour | Deuxième tour | Deuxième tour | Deuxième tour | Deuxième tour | Deuxième tour |
| --- | --- | --- | --- | --- | --- | --- | --- | --- | --- | --- | --- | --- | --- | --- | --- |
| - 2 meilleurs repêchés du 3e tour de qualification de la Copa Libertadores : - Olimpia - Junior | - 2 meilleurs repêchés du 3e tour de qualification de la Copa Libertadores : - Olimpia - Junior | - 2 meilleurs repêchés du 3e tour de qualification de la Copa Libertadores : - Olimpia - Junior | - 2 meilleurs repêchés du 3e tour de qualification de la Copa Libertadores : - Olimpia - Junior | - 2 meilleurs repêchés du 3e tour de qualification de la Copa Libertadores : - Olimpia - Junior | - 2 meilleurs repêchés du 3e tour de qualification de la Copa Libertadores : - Olimpia - Junior | - 2 meilleurs repêchés du 3e tour de qualification de la Copa Libertadores : - Olimpia - Junior | - 2 meilleurs repêchés du 3e tour de qualification de la Copa Libertadores : - Olimpia - Junior | - 8 troisièmes repêchés de la phase de groupes de la Copa Libertadores : - Estudiantes - Independiente Santa Fe - Independiente Medellín - Flamengo - Atlético Tucumán - Libertad - Chapecoense - Deportes Iquique | - 8 troisièmes repêchés de la phase de groupes de la Copa Libertadores : - Estudiantes - Independiente Santa Fe - Independiente Medellín - Flamengo - Atlético Tucumán - Libertad - Chapecoense - Deportes Iquique | - 8 troisièmes repêchés de la phase de groupes de la Copa Libertadores : - Estudiantes - Independiente Santa Fe - Independiente Medellín - Flamengo - Atlético Tucumán - Libertad - Chapecoense - Deportes Iquique | - 8 troisièmes repêchés de la phase de groupes de la Copa Libertadores : - Estudiantes - Independiente Santa Fe - Independiente Medellín - Flamengo - Atlético Tucumán - Libertad - Chapecoense - Deportes Iquique | - 8 troisièmes repêchés de la phase de groupes de la Copa Libertadores : - Estudiantes - Independiente Santa Fe - Independiente Medellín - Flamengo - Atlético Tucumán - Libertad - Chapecoense - Deportes Iquique | - 8 troisièmes repêchés de la phase de groupes de la Copa Libertadores : - Estudiantes - Independiente Santa Fe - Independiente Medellín - Flamengo - Atlético Tucumán - Libertad - Chapecoense - Deportes Iquique | - 8 troisièmes repêchés de la phase de groupes de la Copa Libertadores : - Estudiantes - Independiente Santa Fe - Independiente Medellín - Flamengo - Atlético Tucumán - Libertad - Chapecoense - Deportes Iquique | - 8 troisièmes repêchés de la phase de groupes de la Copa Libertadores : - Estudiantes - Independiente Santa Fe - Independiente Medellín - Flamengo - Atlético Tucumán - Libertad - Chapecoense - Deportes Iquique |
| Premier tour | | | | | | | | | | | | | | | |
| - Independiente 6e du classement cumulé en 2016 - Arsenal 7e du classement cumulé en 2016 - Defensa y Justicia 8e du classement cumulé en 2016 - Huracán 9e du classement cumulé en 2016 - Gimnasia y Esgrima 10e du classement cumulé en 2016 - Racing 11e du classement cumulé en 2016 - Bolívar 5e du classement cumulé en 2015-2016 - Oriente Petrolero 6e du classement cumulé en 2015-2016 - Nacional Potosí 7e du classement cumulé en 2015-2016 - Petrolero 8e du classement cumulé en 2015-2016 - O'Higgins Perdant du barrage Libertadores/Sudamericana - Palestino 6e du Chili en 2016 - Universidad de Chile 7e du Chili en 2016 - Everton Finaliste de la Coupe du Chili 2016 - Deportivo Cali 6e du classement cumulé en 2016 - Patriotas 7e du classement cumulé en 2016 - Deportes Tolima 8e du classement cumulé en 2016 - Rionegro Águilas 9e du classement cumulé en 2016 - LDU Quito 5e du classement cumulé en 2016 - Deportivo Cuenca 6e du classement cumulé en 2016 - Universidad Católica 7e du classement cumulé en 2016 - Fuerza Amarilla 8e du classement cumulé en 2016 | - Independiente 6e du classement cumulé en 2016 - Arsenal 7e du classement cumulé en 2016 - Defensa y Justicia 8e du classement cumulé en 2016 - Huracán 9e du classement cumulé en 2016 - Gimnasia y Esgrima 10e du classement cumulé en 2016 - Racing 11e du classement cumulé en 2016 - Bolívar 5e du classement cumulé en 2015-2016 - Oriente Petrolero 6e du classement cumulé en 2015-2016 - Nacional Potosí 7e du classement cumulé en 2015-2016 - Petrolero 8e du classement cumulé en 2015-2016 - O'Higgins Perdant du barrage Libertadores/Sudamericana - Palestino 6e du Chili en 2016 - Universidad de Chile 7e du Chili en 2016 - Everton Finaliste de la Coupe du Chili 2016 - Deportivo Cali 6e du classement cumulé en 2016 - Patriotas 7e du classement cumulé en 2016 - Deportes Tolima 8e du classement cumulé en 2016 - Rionegro Águilas 9e du classement cumulé en 2016 - LDU Quito 5e du classement cumulé en 2016 - Deportivo Cuenca 6e du classement cumulé en 2016 - Universidad Católica 7e du classement cumulé en 2016 - Fuerza Amarilla 8e du classement cumulé en 2016 | - Independiente 6e du classement cumulé en 2016 - Arsenal 7e du classement cumulé en 2016 - Defensa y Justicia 8e du classement cumulé en 2016 - Huracán 9e du classement cumulé en 2016 - Gimnasia y Esgrima 10e du classement cumulé en 2016 - Racing 11e du classement cumulé en 2016 - Bolívar 5e du classement cumulé en 2015-2016 - Oriente Petrolero 6e du classement cumulé en 2015-2016 - Nacional Potosí 7e du classement cumulé en 2015-2016 - Petrolero 8e du classement cumulé en 2015-2016 - O'Higgins Perdant du barrage Libertadores/Sudamericana - Palestino 6e du Chili en 2016 - Universidad de Chile 7e du Chili en 2016 - Everton Finaliste de la Coupe du Chili 2016 - Deportivo Cali 6e du classement cumulé en 2016 - Patriotas 7e du classement cumulé en 2016 - Deportes Tolima 8e du classement cumulé en 2016 - Rionegro Águilas 9e du classement cumulé en 2016 - LDU Quito 5e du classement cumulé en 2016 - Deportivo Cuenca 6e du classement cumulé en 2016 - Universidad Católica 7e du classement cumulé en 2016 - Fuerza Amarilla 8e du classement cumulé en 2016 | - Independiente 6e du classement cumulé en 2016 - Arsenal 7e du classement cumulé en 2016 - Defensa y Justicia 8e du classement cumulé en 2016 - Huracán 9e du classement cumulé en 2016 - Gimnasia y Esgrima 10e du classement cumulé en 2016 - Racing 11e du classement cumulé en 2016 - Bolívar 5e du classement cumulé en 2015-2016 - Oriente Petrolero 6e du classement cumulé en 2015-2016 - Nacional Potosí 7e du classement cumulé en 2015-2016 - Petrolero 8e du classement cumulé en 2015-2016 - O'Higgins Perdant du barrage Libertadores/Sudamericana - Palestino 6e du Chili en 2016 - Universidad de Chile 7e du Chili en 2016 - Everton Finaliste de la Coupe du Chili 2016 - Deportivo Cali 6e du classement cumulé en 2016 - Patriotas 7e du classement cumulé en 2016 - Deportes Tolima 8e du classement cumulé en 2016 - Rionegro Águilas 9e du classement cumulé en 2016 - LDU Quito 5e du classement cumulé en 2016 - Deportivo Cuenca 6e du classement cumulé en 2016 - Universidad Católica 7e du classement cumulé en 2016 - Fuerza Amarilla 8e du classement cumulé en 2016 | - Independiente 6e du classement cumulé en 2016 - Arsenal 7e du classement cumulé en 2016 - Defensa y Justicia 8e du classement cumulé en 2016 - Huracán 9e du classement cumulé en 2016 - Gimnasia y Esgrima 10e du classement cumulé en 2016 - Racing 11e du classement cumulé en 2016 - Bolívar 5e du classement cumulé en 2015-2016 - Oriente Petrolero 6e du classement cumulé en 2015-2016 - Nacional Potosí 7e du classement cumulé en 2015-2016 - Petrolero 8e du classement cumulé en 2015-2016 - O'Higgins Perdant du barrage Libertadores/Sudamericana - Palestino 6e du Chili en 2016 - Universidad de Chile 7e du Chili en 2016 - Everton Finaliste de la Coupe du Chili 2016 - Deportivo Cali 6e du classement cumulé en 2016 - Patriotas 7e du classement cumulé en 2016 - Deportes Tolima 8e du classement cumulé en 2016 - Rionegro Águilas 9e du classement cumulé en 2016 - LDU Quito 5e du classement cumulé en 2016 - Deportivo Cuenca 6e du classement cumulé en 2016 - Universidad Católica 7e du classement cumulé en 2016 - Fuerza Amarilla 8e du classement cumulé en 2016 | - Independiente 6e du classement cumulé en 2016 - Arsenal 7e du classement cumulé en 2016 - Defensa y Justicia 8e du classement cumulé en 2016 - Huracán 9e du classement cumulé en 2016 - Gimnasia y Esgrima 10e du classement cumulé en 2016 - Racing 11e du classement cumulé en 2016 - Bolívar 5e du classement cumulé en 2015-2016 - Oriente Petrolero 6e du classement cumulé en 2015-2016 - Nacional Potosí 7e du classement cumulé en 2015-2016 - Petrolero 8e du classement cumulé en 2015-2016 - O'Higgins Perdant du barrage Libertadores/Sudamericana - Palestino 6e du Chili en 2016 - Universidad de Chile 7e du Chili en 2016 - Everton Finaliste de la Coupe du Chili 2016 - Deportivo Cali 6e du classement cumulé en 2016 - Patriotas 7e du classement cumulé en 2016 - Deportes Tolima 8e du classement cumulé en 2016 - Rionegro Águilas 9e du classement cumulé en 2016 - LDU Quito 5e du classement cumulé en 2016 - Deportivo Cuenca 6e du classement cumulé en 2016 - Universidad Católica 7e du classement cumulé en 2016 - Fuerza Amarilla 8e du classement cumulé en 2016 | - Independiente 6e du classement cumulé en 2016 - Arsenal 7e du classement cumulé en 2016 - Defensa y Justicia 8e du classement cumulé en 2016 - Huracán 9e du classement cumulé en 2016 - Gimnasia y Esgrima 10e du classement cumulé en 2016 - Racing 11e du classement cumulé en 2016 - Bolívar 5e du classement cumulé en 2015-2016 - Oriente Petrolero 6e du classement cumulé en 2015-2016 - Nacional Potosí 7e du classement cumulé en 2015-2016 - Petrolero 8e du classement cumulé en 2015-2016 - O'Higgins Perdant du barrage Libertadores/Sudamericana - Palestino 6e du Chili en 2016 - Universidad de Chile 7e du Chili en 2016 - Everton Finaliste de la Coupe du Chili 2016 - Deportivo Cali 6e du classement cumulé en 2016 - Patriotas 7e du classement cumulé en 2016 - Deportes Tolima 8e du classement cumulé en 2016 - Rionegro Águilas 9e du classement cumulé en 2016 - LDU Quito 5e du classement cumulé en 2016 - Deportivo Cuenca 6e du classement cumulé en 2016 - Universidad Católica 7e du classement cumulé en 2016 - Fuerza Amarilla 8e du classement cumulé en 2016 | - Independiente 6e du classement cumulé en 2016 - Arsenal 7e du classement cumulé en 2016 - Defensa y Justicia 8e du classement cumulé en 2016 - Huracán 9e du classement cumulé en 2016 - Gimnasia y Esgrima 10e du classement cumulé en 2016 - Racing 11e du classement cumulé en 2016 - Bolívar 5e du classement cumulé en 2015-2016 - Oriente Petrolero 6e du classement cumulé en 2015-2016 - Nacional Potosí 7e du classement cumulé en 2015-2016 - Petrolero 8e du classement cumulé en 2015-2016 - O'Higgins Perdant du barrage Libertadores/Sudamericana - Palestino 6e du Chili en 2016 - Universidad de Chile 7e du Chili en 2016 - Everton Finaliste de la Coupe du Chili 2016 - Deportivo Cali 6e du classement cumulé en 2016 - Patriotas 7e du classement cumulé en 2016 - Deportes Tolima 8e du classement cumulé en 2016 - Rionegro Águilas 9e du classement cumulé en 2016 - LDU Quito 5e du classement cumulé en 2016 - Deportivo Cuenca 6e du classement cumulé en 2016 - Universidad Católica 7e du classement cumulé en 2016 - Fuerza Amarilla 8e du classement cumulé en 2016 | - Corinthians 7e du Brésil en 2016 - Ponte Preta 8e du Brésil en 2016 - São Paulo 10e du Brésil en 2016 - Cruzeiro 12e du Brésil en 2016 - Fluminense 13e du Brésil en 2016 - Sport Recife 14e du Brésil en 2016 - Cerro Porteño 5e du classement cumulé en 2016 - Sol de América 6e du classement cumulé en 2016 - Nacional 7e du classement cumulé en 2016 - Sportivo Luqueño 8e du classement cumulé en 2016 - Alianza Lima 5e du classement cumulé en 2016 - Comerciantes Unidos 6e du classement cumulé en 2016 - Sport Huancayo 7e du classement cumulé en 2016 - Juan Aurich 8e du classement cumulé en 2016 - Danubio 3e d'Uruguay en 2016 - Defensor Sporting 4e d'Uruguay en 2016 - Liverpool 5e d'Uruguay en 2016 - Boston River 6e d'Uruguay en 2016 - Caracas 4e du classement cumulé en 2016 - Deportivo Anzoátegui 5e du classement cumulé en 2016 - Atlético Venezuela 9e du classement cumulé en 2016 - Estudiantes Caracas Finaliste de la Coupe du Venezuela 2016 | - Corinthians 7e du Brésil en 2016 - Ponte Preta 8e du Brésil en 2016 - São Paulo 10e du Brésil en 2016 - Cruzeiro 12e du Brésil en 2016 - Fluminense 13e du Brésil en 2016 - Sport Recife 14e du Brésil en 2016 - Cerro Porteño 5e du classement cumulé en 2016 - Sol de América 6e du classement cumulé en 2016 - Nacional 7e du classement cumulé en 2016 - Sportivo Luqueño 8e du classement cumulé en 2016 - Alianza Lima 5e du classement cumulé en 2016 - Comerciantes Unidos 6e du classement cumulé en 2016 - Sport Huancayo 7e du classement cumulé en 2016 - Juan Aurich 8e du classement cumulé en 2016 - Danubio 3e d'Uruguay en 2016 - Defensor Sporting 4e d'Uruguay en 2016 - Liverpool 5e d'Uruguay en 2016 - Boston River 6e d'Uruguay en 2016 - Caracas 4e du classement cumulé en 2016 - Deportivo Anzoátegui 5e du classement cumulé en 2016 - Atlético Venezuela 9e du classement cumulé en 2016 - Estudiantes Caracas Finaliste de la Coupe du Venezuela 2016 | - Corinthians 7e du Brésil en 2016 - Ponte Preta 8e du Brésil en 2016 - São Paulo 10e du Brésil en 2016 - Cruzeiro 12e du Brésil en 2016 - Fluminense 13e du Brésil en 2016 - Sport Recife 14e du Brésil en 2016 - Cerro Porteño 5e du classement cumulé en 2016 - Sol de América 6e du classement cumulé en 2016 - Nacional 7e du classement cumulé en 2016 - Sportivo Luqueño 8e du classement cumulé en 2016 - Alianza Lima 5e du classement cumulé en 2016 - Comerciantes Unidos 6e du classement cumulé en 2016 - Sport Huancayo 7e du classement cumulé en 2016 - Juan Aurich 8e du classement cumulé en 2016 - Danubio 3e d'Uruguay en 2016 - Defensor Sporting 4e d'Uruguay en 2016 - Liverpool 5e d'Uruguay en 2016 - Boston River 6e d'Uruguay en 2016 - Caracas 4e du classement cumulé en 2016 - Deportivo Anzoátegui 5e du classement cumulé en 2016 - Atlético Venezuela 9e du classement cumulé en 2016 - Estudiantes Caracas Finaliste de la Coupe du Venezuela 2016 | - Corinthians 7e du Brésil en 2016 - Ponte Preta 8e du Brésil en 2016 - São Paulo 10e du Brésil en 2016 - Cruzeiro 12e du Brésil en 2016 - Fluminense 13e du Brésil en 2016 - Sport Recife 14e du Brésil en 2016 - Cerro Porteño 5e du classement cumulé en 2016 - Sol de América 6e du classement cumulé en 2016 - Nacional 7e du classement cumulé en 2016 - Sportivo Luqueño 8e du classement cumulé en 2016 - Alianza Lima 5e du classement cumulé en 2016 - Comerciantes Unidos 6e du classement cumulé en 2016 - Sport Huancayo 7e du classement cumulé en 2016 - Juan Aurich 8e du classement cumulé en 2016 - Danubio 3e d'Uruguay en 2016 - Defensor Sporting 4e d'Uruguay en 2016 - Liverpool 5e d'Uruguay en 2016 - Boston River 6e d'Uruguay en 2016 - Caracas 4e du classement cumulé en 2016 - Deportivo Anzoátegui 5e du classement cumulé en 2016 - Atlético Venezuela 9e du classement cumulé en 2016 - Estudiantes Caracas Finaliste de la Coupe du Venezuela 2016 | - Corinthians 7e du Brésil en 2016 - Ponte Preta 8e du Brésil en 2016 - São Paulo 10e du Brésil en 2016 - Cruzeiro 12e du Brésil en 2016 - Fluminense 13e du Brésil en 2016 - Sport Recife 14e du Brésil en 2016 - Cerro Porteño 5e du classement cumulé en 2016 - Sol de América 6e du classement cumulé en 2016 - Nacional 7e du classement cumulé en 2016 - Sportivo Luqueño 8e du classement cumulé en 2016 - Alianza Lima 5e du classement cumulé en 2016 - Comerciantes Unidos 6e du classement cumulé en 2016 - Sport Huancayo 7e du classement cumulé en 2016 - Juan Aurich 8e du classement cumulé en 2016 - Danubio 3e d'Uruguay en 2016 - Defensor Sporting 4e d'Uruguay en 2016 - Liverpool 5e d'Uruguay en 2016 - Boston River 6e d'Uruguay en 2016 - Caracas 4e du classement cumulé en 2016 - Deportivo Anzoátegui 5e du classement cumulé en 2016 - Atlético Venezuela 9e du classement cumulé en 2016 - Estudiantes Caracas Finaliste de la Coupe du Venezuela 2016 | - Corinthians 7e du Brésil en 2016 - Ponte Preta 8e du Brésil en 2016 - São Paulo 10e du Brésil en 2016 - Cruzeiro 12e du Brésil en 2016 - Fluminense 13e du Brésil en 2016 - Sport Recife 14e du Brésil en 2016 - Cerro Porteño 5e du classement cumulé en 2016 - Sol de América 6e du classement cumulé en 2016 - Nacional 7e du classement cumulé en 2016 - Sportivo Luqueño 8e du classement cumulé en 2016 - Alianza Lima 5e du classement cumulé en 2016 - Comerciantes Unidos 6e du classement cumulé en 2016 - Sport Huancayo 7e du classement cumulé en 2016 - Juan Aurich 8e du classement cumulé en 2016 - Danubio 3e d'Uruguay en 2016 - Defensor Sporting 4e d'Uruguay en 2016 - Liverpool 5e d'Uruguay en 2016 - Boston River 6e d'Uruguay en 2016 - Caracas 4e du classement cumulé en 2016 - Deportivo Anzoátegui 5e du classement cumulé en 2016 - Atlético Venezuela 9e du classement cumulé en 2016 - Estudiantes Caracas Finaliste de la Coupe du Venezuela 2016 | - Corinthians 7e du Brésil en 2016 - Ponte Preta 8e du Brésil en 2016 - São Paulo 10e du Brésil en 2016 - Cruzeiro 12e du Brésil en 2016 - Fluminense 13e du Brésil en 2016 - Sport Recife 14e du Brésil en 2016 - Cerro Porteño 5e du classement cumulé en 2016 - Sol de América 6e du classement cumulé en 2016 - Nacional 7e du classement cumulé en 2016 - Sportivo Luqueño 8e du classement cumulé en 2016 - Alianza Lima 5e du classement cumulé en 2016 - Comerciantes Unidos 6e du classement cumulé en 2016 - Sport Huancayo 7e du classement cumulé en 2016 - Juan Aurich 8e du classement cumulé en 2016 - Danubio 3e d'Uruguay en 2016 - Defensor Sporting 4e d'Uruguay en 2016 - Liverpool 5e d'Uruguay en 2016 - Boston River 6e d'Uruguay en 2016 - Caracas 4e du classement cumulé en 2016 - Deportivo Anzoátegui 5e du classement cumulé en 2016 - Atlético Venezuela 9e du classement cumulé en 2016 - Estudiantes Caracas Finaliste de la Coupe du Venezuela 2016 | - Corinthians 7e du Brésil en 2016 - Ponte Preta 8e du Brésil en 2016 - São Paulo 10e du Brésil en 2016 - Cruzeiro 12e du Brésil en 2016 - Fluminense 13e du Brésil en 2016 - Sport Recife 14e du Brésil en 2016 - Cerro Porteño 5e du classement cumulé en 2016 - Sol de América 6e du classement cumulé en 2016 - Nacional 7e du classement cumulé en 2016 - Sportivo Luqueño 8e du classement cumulé en 2016 - Alianza Lima 5e du classement cumulé en 2016 - Comerciantes Unidos 6e du classement cumulé en 2016 - Sport Huancayo 7e du classement cumulé en 2016 - Juan Aurich 8e du classement cumulé en 2016 - Danubio 3e d'Uruguay en 2016 - Defensor Sporting 4e d'Uruguay en 2016 - Liverpool 5e d'Uruguay en 2016 - Boston River 6e d'Uruguay en 2016 - Caracas 4e du classement cumulé en 2016 - Deportivo Anzoátegui 5e du classement cumulé en 2016 - Atlético Venezuela 9e du classement cumulé en 2016 - Estudiantes Caracas Finaliste de la Coupe du Venezuela 2016 |

## Compétition

### Premier tour
| Équipe               | Aller | Total           | Retour | Équipe               |
| -------------------- | ----- | --------------- | ------ | -------------------- |
| Nacional Potosí      | 3 - 1 | 4 - 3           | 1 - 2  | Sport Huancayo       |
| Deportivo Cali       | 1 - 0 | 2E - 2          | 1 - 2  | Sportivo Luqueño     |
| Petrolero            | 1 - 3 | 1 - 6           | 0 - 3  | Universidad Católica |
| LDU Quito            | 2 - 2 | 4 - 3           | 2 - 1  | Defensor Sporting    |
| Everton              | 1 - 0 | 1 - 1 3 - 4 tab | 0 - 1  | Patriotas            |
| Estudiantes Caracas  | 2 - 3 | 3 - 10          | 1 - 7  | Sol de América       |
| Cerro Porteño        | 1 - 1 | 3 - 2           | 2 - 1  | Caracas              |
| Deportivo Anzoátegui | 3 - 0 | 3 - 4           | 0 - 4  | Huracán              |
| Oriente Petrolero    | 1 - 1 | 2 - 2 8 - 7 tab | 1 - 1  | Deportivo Cuenca     |
| Corinthians          | 2 - 0 | 4 - 1           | 2 - 1  | Universidad de Chile |
| Independiente        | 0 - 0 | 1 - 0           | 1 - 0  | Alianza Lima         |
| Ponte Preta          | 0 - 0 | 1E - 1          | 1 - 1  | Gimnasia y Esgrima   |
| Boston River         | 3 - 1 | 4 - 2           | 1 - 1  | Comerciantes Unidos  |
| Juan Aurich          | 0 - 2 | 1 - 8           | 1 - 6  | Arsenal              |
| O'Higgins            | 1 - 0 | 1 - 2           | 0 - 2  | Fuerza Amarilla      |
| Deportes Tolima      | 2 - 1 | 2 - 2E          | 0 - 1  | Bolívar              |
| Palestino            | 0 - 1 | 1 - 1 7 - 6 tab | 1 - 0  | Atlético Venezuela   |
| Sport Recife         | 3 - 0 | 3 - 3 4 - 2 tab | 0 - 3  | Danubio              |
| Racing               | 1 - 0 | 2 - 1           | 1 - 1  | Rionegro Águilas     |
| Cruzeiro             | 2 - 1 | 3 - 3 2 - 3 tab | 1 - 2  | Nacional             |
| Defensa y Justicia   | 0 - 0 | 1E - 1          | 1 - 1  | São Paulo            |
| Fluminense           | 2 - 0 | 2 - 1           | 0 - 1  | Liverpool            |

### Deuxième tour
| Équipe             | Aller | Total           | Retour | Équipe                 |
| ------------------ | ----- | --------------- | ------ | ---------------------- |
| Racing             | 3 - 1 | 6 - 3           | 3 - 2  | Independiente Medellín |
| Deportivo Cali     | 1 - 1 | 2 - 2 2 - 3 tab | 1 - 1  | Junior                 |
| Palestino          | 2 - 5 | 2 - 10          | 0 - 5  | Flamengo               |
| Nacional Potosí    | 0 - 1 | 0 - 3           | 0 - 2  | Estudiantes            |
| Independiente      | 4 - 2 | 6 - 3           | 2 - 1  | Deportes Iquique       |
| Bolívar            | 1 - 0 | 1 - 1 5 - 6 tab | 0 - 1  | LDU Quito              |
| Ponte Preta        | 1 - 0 | 4 - 1           | 3 - 1  | Sol de América         |
| Fuerza Amarilla    | 1 - 1 | 1 - 2           | 0 - 1  | Santa Fe               |
| Huracán            | 1 - 5 | 1 - 7           | 0 - 2  | Libertad               |
| Sport Recife       | 2 - 0 | 3 - 2           | 1 - 2  | Arsenal                |
| Fluminense         | 4 - 0 | 6 - 1           | 2 - 1  | Universidad Católica   |
| Oriente Petrolero  | 2 - 3 | 2 - 6           | 0 - 3  | Atlético Tucumán       |
| Nacional           | 1 - 1 | 3E - 3          | 2 - 2  | Olimpia                |
| Defensa y Justicia | 1 - 0 | 1 - 1 2 - 4 tab | 0 - 1  | Chapecoense            |
| Cerro Porteño      | 2 - 1 | 6 - 2           | 4 - 1  | Boston River           |
| Patriotas          | 1 - 1 | 1 - 3           | 0 - 2  | Corinthians            |

### Huitièmes de finale
| Équipe           | Aller | Total  | Retour | Équipe        |
| ---------------- | ----- | ------ | ------ | ------------- |
| Corinthians      | 1 - 1 | 1 - 1E | 0 - 0  | Racing        |
| Cerro Porteño    | 0 - 0 | 1 - 3  | 1 - 3  | Junior        |
| Chapecoense      | 0 - 0 | 0 - 4  | 0 - 4  | Flamengo      |
| Nacional         | 1 - 0 | 2 - 0  | 1 - 0  | Estudiantes   |
| Atlético Tucumán | 1 - 0 | 1 - 2  | 0 - 2  | Independiente |
| Fluminense       | 1 - 0 | 2E - 2 | 1 - 2  | LDU Quito     |
| Sport Recife     | 3 - 1 | 3 - 2  | 0 - 1  | Ponte Preta   |
| Libertad         | 1 - 0 | 2 - 1  | 1 - 1  | Santa Fe      |

### Quarts de finale
| Équipe       | Aller | Total | Retour | Équipe        |
| ------------ | ----- | ----- | ------ | ------------- |
| Libertad     | 1 - 0 | 1 - 0 | 0 - 0  | Racing        |
| Sport Recife | 0 - 2 | 0 - 2 | 0 - 0  | Junior        |
| Fluminense   | 0 - 1 | 3 - 4 | 3 - 3  | Flamengo      |
| Nacional     | 1 - 4 | 1 - 6 | 0 - 2  | Independiente |

### Demi-finales
| Équipe   | Aller | Total | Retour | Équipe        |
| -------- | ----- | ----- | ------ | ------------- |
| Libertad | 1 - 0 | 2 - 3 | 1 - 3  | Independiente |
| Flamengo | 2 - 1 | 4 - 1 | 2 - 0  | Junior        |

### Finale
| Équipe        | Aller | Total | Retour | Équipe   |
| ------------- | ----- | ----- | ------ | -------- |
| Independiente | 2 - 1 | 3 - 2 | 1 - 1  | Flamengo |

| 6 décembre 2017 | Independiente         | 2 - 1 | Flamengo | Estadio Libertadores de América, Avellaneda          |                                                      |
| 20:45 UTC−3     | Gigliotti 28eMeza 52e |       | 8e Réver | Spectateurs : 50 000 Arbitrage : Mario Díaz de Vivar | Spectateurs : 50 000 Arbitrage : Mario Díaz de Vivar |
| 20:45 UTC−3     | Rapport               |       |          | Spectateurs : 50 000 Arbitrage : Mario Díaz de Vivar | Spectateurs : 50 000 Arbitrage : Mario Díaz de Vivar |

| 13 décembre 2017 | Flamengo    | 1 - 1 | Independiente    | Estádio do Maracanã, Rio de Janeiro            |                                                |
| 21:45 UTC-2      | Paquetá 29e |       | 39e (pen.) Barco | Spectateurs : 62 567 Arbitrage : Wilmar Roldán | Spectateurs : 62 567 Arbitrage : Wilmar Roldán |
| 21:45 UTC-2      | Rapport     |       |                  | Spectateurs : 62 567 Arbitrage : Wilmar Roldán | Spectateurs : 62 567 Arbitrage : Wilmar Roldán |

### Tableau final
|  | Huitièmes de finale | Huitièmes de finale | Huitièmes de finale | Huitièmes de finale |               |               | Quarts de finale | Quarts de finale | Quarts de finale | Quarts de finale |  |  | Demi-finales | Demi-finales | Demi-finales | Demi-finales |  |  | Finale | Finale | Finale | Finale |
|  |                     |                     |                     |                     |               |               |                  |                  |                  |                  |  |  |              |              |              |              |  |  |        |        |        |        |
|  |                     |                     |                     |                     |               |               |                  |                  |                  |                  |  |  |              |              |              |              |  |  |        |        |        |        |
|  | Fluminense          | Fluminense          | 1                   | 1E                  |               |               |                  |                  |                  |                  |  |  |              |              |              |              |  |  |        |        |        |        |
|  | Fluminense          | Fluminense          | 1                   | 1E                  |               |               |                  |                  |                  |                  |  |  |              |              |              |              |  |  |        |        |        |        |
|  | LDU Quito           | LDU Quito           | 0                   | 2                   |               |               |                  |                  |                  |                  |  |  |              |              |              |              |  |  |        |        |        |        |
|  | LDU Quito           | LDU Quito           | 0                   | 2                   | Fluminense    | Fluminense    | 0                | 3                |                  |                  |  |  |              |              |              |              |  |  |        |        |        |        |
|  |                     |                     |                     |                     | Fluminense    | Fluminense    | 0                | 3                |                  |                  |  |  |              |              |              |              |  |  |        |        |        |        |
|  |                     |                     | Flamengo            | Flamengo            | 1             | 3             |                  |                  |                  |                  |  |  |              |              |              |              |  |  |        |        |        |        |
|  | Chapecoense         | Chapecoense         | Flamengo            | Flamengo            | 1             | 3             | 0                | 0                |                  |                  |  |  |              |              |              |              |  |  |        |        |        |        |
|  | Chapecoense         | Chapecoense         |                     |                     |               |               |                  | 0                |                  |                  |  |  |              |              |              |              |  |  |        |        |        |        |
|  | Flamengo            | Flamengo            | 0                   | 4                   |               |               |                  |                  |                  |                  |  |  |              |              |              |              |  |  |        |        |        |        |
|  | Flamengo            | Flamengo            | 0                   | 4                   | Flamengo      | Flamengo      | 2                | 2                |                  |                  |  |  |              |              |              |              |  |  |        |        |        |        |
|  |                     |                     |                     |                     | Flamengo      | Flamengo      | 2                | 2                |                  |                  |  |  |              |              |              |              |  |  |        |        |        |        |
|  |                     |                     | Junior              | Junior              | 1             | 0             |                  |                  |                  |                  |  |  |              |              |              |              |  |  |        |        |        |        |
|  | Sport Recife        | Sport Recife        | Junior              | Junior              | 1             | 0             | 3                | 0                |                  |                  |  |  |              |              |              |              |  |  |        |        |        |        |
|  | Sport Recife        | Sport Recife        |                     |                     |               |               |                  | 0                |                  |                  |  |  |              |              |              |              |  |  |        |        |        |        |
|  | Ponte Preta         | Ponte Preta         | 1                   | 1                   |               |               |                  |                  |                  |                  |  |  |              |              |              |              |  |  |        |        |        |        |
|  | Ponte Preta         | Ponte Preta         | 1                   | 1                   | Sport Recife  | Sport Recife  | 0                | 0                |                  |                  |  |  |              |              |              |              |  |  |        |        |        |        |
|  |                     |                     |                     |                     | Sport Recife  | Sport Recife  | 0                | 0                |                  |                  |  |  |              |              |              |              |  |  |        |        |        |        |
|  |                     |                     | Junior              | Junior              | 2             | 0             |                  |                  |                  |                  |  |  |              |              |              |              |  |  |        |        |        |        |
|  | Cerro Porteño       | Cerro Porteño       | Junior              | Junior              | 2             | 0             | 0                | 1                |                  |                  |  |  |              |              |              |              |  |  |        |        |        |        |
|  | Cerro Porteño       | Cerro Porteño       |                     |                     |               |               |                  | 1                |                  |                  |  |  |              |              |              |              |  |  |        |        |        |        |
|  | Junior              | Junior              | 0                   | 3                   |               |               |                  |                  |                  |                  |  |  |              |              |              |              |  |  |        |        |        |        |
|  | Junior              | Junior              | 0                   | 3                   | Flamengo      | Flamengo      | 1                | 1                |                  |                  |  |  |              |              |              |              |  |  |        |        |        |        |
|  |                     |                     |                     |                     | Flamengo      | Flamengo      | 1                | 1                |                  |                  |  |  |              |              |              |              |  |  |        |        |        |        |
|  |                     |                     | Independiente       | Independiente       | 2             | 1             |                  |                  |                  |                  |  |  |              |              |              |              |  |  |        |        |        |        |
|  | Nacional            | Nacional            | Independiente       | Independiente       | 2             | 1             | 1                | 1                |                  |                  |  |  |              |              |              |              |  |  |        |        |        |        |
|  | Nacional            | Nacional            |                     |                     |               |               |                  | 1                |                  |                  |  |  |              |              |              |              |  |  |        |        |        |        |
|  | Estudiantes         | Estudiantes         | 0                   | 0                   |               |               |                  |                  |                  |                  |  |  |              |              |              |              |  |  |        |        |        |        |
|  | Estudiantes         | Estudiantes         | 0                   | 0                   | Nacional      | Nacional      | 1                | 0                |                  |                  |  |  |              |              |              |              |  |  |        |        |        |        |
|  |                     |                     |                     |                     | Nacional      | Nacional      | 1                | 0                |                  |                  |  |  |              |              |              |              |  |  |        |        |        |        |
|  |                     |                     | Independiente       | Independiente       | 4             | 2             |                  |                  |                  |                  |  |  |              |              |              |              |  |  |        |        |        |        |
|  | Atlético Tucumán    | Atlético Tucumán    | Independiente       | Independiente       | 4             | 2             | 1                | 0                |                  |                  |  |  |              |              |              |              |  |  |        |        |        |        |
|  | Atlético Tucumán    | Atlético Tucumán    |                     |                     |               |               |                  | 0                |                  |                  |  |  |              |              |              |              |  |  |        |        |        |        |
|  | Independiente       | Independiente       | 0                   | 2                   |               |               |                  |                  |                  |                  |  |  |              |              |              |              |  |  |        |        |        |        |
|  | Independiente       | Independiente       | 0                   | 2                   | Independiente | Independiente | 0                | 3                |                  |                  |  |  |              |              |              |              |  |  |        |        |        |        |
|  |                     |                     |                     |                     | Independiente | Independiente | 0                | 3                |                  |                  |  |  |              |              |              |              |  |  |        |        |        |        |
|  |                     |                     | Libertad            | Libertad            | 1             | 1             |                  |                  |                  |                  |  |  |              |              |              |              |  |  |        |        |        |        |
|  | Libertad            | Libertad            | Libertad            | Libertad            | 1             | 1             | 1                | 1                |                  |                  |  |  |              |              |              |              |  |  |        |        |        |        |
|  | Libertad            | Libertad            |                     |                     |               |               |                  | 1                |                  |                  |  |  |              |              |              |              |  |  |        |        |        |        |
|  | Santa Fe            | Santa Fe            | 0                   | 1                   |               |               |                  |                  |                  |                  |  |  |              |              |              |              |  |  |        |        |        |        |
|  | Santa Fe            | Santa Fe            | 0                   | 1                   | Libertad      | Libertad      | 1                | 0                |                  |                  |  |  |              |              |              |              |  |  |        |        |        |        |
|  |                     |                     |                     |                     | Libertad      | Libertad      | 1                | 0                |                  |                  |  |  |              |              |              |              |  |  |        |        |        |        |
|  |                     |                     | Racing              | Racing              | 0             | 0             |                  |                  |                  |                  |  |  |              |              |              |              |  |  |        |        |        |        |
|  | Corinthians         | Corinthians         | Racing              | Racing              | 0             | 0             | 1                | 0                |                  |                  |  |  |              |              |              |              |  |  |        |        |        |        |
|  | Corinthians         | Corinthians         |                     |                     |               |               |                  | 0                |                  |                  |  |  |              |              |              |              |  |  |        |        |        |        |
|  | Racing              | Racing              | 1                   | 0E                  |               |               |                  |                  |                  |                  |  |  |              |              |              |              |  |  |        |        |        |        |
|  | Racing              | Racing              | 1                   | 0E                  |               |               |                  |                  |                  |                  |  |  |              |              |              |              |  |  |        |        |        |        |
|  |                     |                     |                     |                     |               |               |                  |                  |                  |                  |  |  |              |              |              |              |  |  |        |        |        |        |